# Melvyn Douglas
Melvyn Edouard Hasselberg (n. 5 aprilie 1901, Georgia, SUA – d. 4 august 1981, New York City, New York, SUA), cunoscut mai ales sub pseudonimul de actor, Melvyn Douglas, a fost un actor american, laureat de două ori al Premiului Oscar pentru cel mai bun actor în rol secundar, precum și unul din câștigătorii ai Triple Crown of Acting.

## Filmografie (incompletă)
- 1947 Marea de iarbă (The Sea of Grass), regia Elia Kazan
- 1970 N-am cântat niciodată pentru tata (I Never Sang for My Father), regia Gilbert Cates
- 1972 Candidatul (The Candidate), regia Michael Ritchie
- 1978 Un grădinar face carieră (Being There), regia Hal Ashby

## Premii

### Premii Oscar
- 1963 — Cel mai bun actor în rol secundar - Hud (câștigat)
- 1970 — Cel mai bun actor - N-am cântat niciodată pentru tata  (nominalizat)
- 1979 — Cel mai bun actor în rol secundar - Being There (câștigat)